# 2021年東南亞運動會羽毛球比賽
2021年東南亞運動會羽毛球比赛為2021年東南亞運動會的其中一項競賽項目，共產生七面金牌；賽事因2019冠状病毒病疫情影響延期至2022年5月16日至5月22日在越南河內北江市的北江体育厅舉行。

## 參賽國家
共有來自8個國家的127名運動員參賽。
- 柬埔寨
- 印度尼西亚
- 老挝
- 马来西亚
- 菲律宾
- 新加坡
- 泰国
- 越南

## 獎牌統計

### 國家獎牌榜
*   主办国家/地区（越南）
| 排名              | 國家              | 金牌 | 銀牌 | 銅牌 | 总计 |
| ----------------- | ----------------- | ---- | ---- | ---- | ---- |
| 1                 | 泰国（THA）       | 4    | 2    | 0    | 6    |
| 2                 | 印度尼西亚（INA） | 2    | 2    | 5    | 9    |
| 3                 | 马来西亚（MAS）   | 1    | 2    | 1    | 4    |
| 4                 | 新加坡（SGP）     | 0    | 1    | 5    | 6    |
| 5                 | 越南（VIE）*      | 0    | 0    | 3    | 3    |
| 总计（共5个國家） | 总计（共5个國家） | 7    | 7    | 14   | 28   |

### 項目獎牌榜
| 項目              | 金牌 | 银牌 | 铜牌 |
| 男子團體 （詳細） | 泰国 · Chaloempon Charoenkitamorn · 科希特·佩尔帕达布 · Tanadon Punpanich · 瓦切拉维·索吞 · Peeratchai Sukphun · Pakkapon Teeraratsakul · Panitchaphon Teeraratsakul · 西蒂空·塔马辛 · 昆拉武特·威提讪 · 南塔卡恩·耶特派颂 | 马来西亚 · 朱奈迪·阿里夫 · 陳堂傑 · 穆罕默德·海卡爾 · 賀首維 · 許邦榮 · 郭景宏 · 李洵揚 · 萬緯聰 · Muhammad Shaqeem Eiman · 鄭凱文 | 印度尼西亚 · 克里斯蒂安·阿迪納塔 · 利奥·罗利·卡尔南多 · 奇科·奥拉·德维·瓦多约 · 普拉穆迪亚·库苏马瓦达纳·里扬托 · 丹尼尔·马丁 · 阿德南·毛拉纳 · 耶烈米亚·埃里克·约舍·雅各布 · Yonathan Ramlie · 里诺夫·里瓦尔迪 · Bobby Setiabudi |
| 男子團體 （詳細） | 泰国 · Chaloempon Charoenkitamorn · 科希特·佩尔帕达布 · Tanadon Punpanich · 瓦切拉维·索吞 · Peeratchai Sukphun · Pakkapon Teeraratsakul · Panitchaphon Teeraratsakul · 西蒂空·塔马辛 · 昆拉武特·威提讪 · 南塔卡恩·耶特派颂 | 马来西亚 · 朱奈迪·阿里夫 · 陳堂傑 · 穆罕默德·海卡爾 · 賀首維 · 許邦榮 · 郭景宏 · 李洵揚 · 萬緯聰 · Muhammad Shaqeem Eiman · 鄭凱文 | 新加坡 · 丹尼·巴瓦·克里斯南塔 · 許永凱 · 高永傑 · 許家維 · 窪純佑 · 郭俊良 · 林順天 · 駱建賢 · 駱建佑 · 鄭加恆 |
| 女子團體 （詳細） | 泰国 · 本雅帕·艾姆薩德 · 倫塔卡恩·艾姆薩德 · 披提亚蓬·猜万 · 蓬帕威·磋楚翁 · 拉克西卡·坎拉哈 · 素尼达·革通 · 宗功攀·吉迪特拉恭 · 帕泰玛斯·门翁 · 碧查夢·歐帕妮普 · 拉温达·巴宗哉                                           | 印度尼西亚 · 米歇尔·克里斯廷·班达索 · 菲比·瓦倫西亞·德維賈揚蒂·加尼 · 皮塔·哈宁泰亚斯·门塔里 · Saifi Rizka Nurhidayah · 阿普里亚尼·拉哈育 · 西蒂·法迪亚·席尔瓦·拉马丹蒂 · 莉布卡·苏吉阿托 · 格蕾戈丽亚·玛丽斯卡·东宗 · 普特里·库苏马·瓦尔达尼 · Stephanie Widjaja | 新加坡 · 蔡惠珍 · 許妤欣 · Khan Insyirah · 金羽佳 · 李心仪 · 林芷睿 · 陈薇涵 · 黄嘉盈 · 杨佳敏 |
| 女子團體 （詳細） | 泰国 · 本雅帕·艾姆薩德 · 倫塔卡恩·艾姆薩德 · 披提亚蓬·猜万 · 蓬帕威·磋楚翁 · 拉克西卡·坎拉哈 · 素尼达·革通 · 宗功攀·吉迪特拉恭 · 帕泰玛斯·门翁 · 碧查夢·歐帕妮普 · 拉温达·巴宗哉                                           | 印度尼西亚 · 米歇尔·克里斯廷·班达索 · 菲比·瓦倫西亞·德維賈揚蒂·加尼 · 皮塔·哈宁泰亚斯·门塔里 · Saifi Rizka Nurhidayah · 阿普里亚尼·拉哈育 · 西蒂·法迪亚·席尔瓦·拉马丹蒂 · 莉布卡·苏吉阿托 · 格蕾戈丽亚·玛丽斯卡·东宗 · 普特里·库苏马·瓦尔达尼 · Stephanie Widjaja | 越南 · Thi Phuong Hong Dinh · Thi Hoai Do · Thi Ngoc Lan Nguyen · 阮垂玲 · 范茹草 · Thi Khanh Pham · Van Anh Than · Thi Phuong Thuy Tran · 武氏英書 · 武氏妆                                                                     |
| 男子單打 （詳細） | 泰国 · 昆拉武特·威提讪 | 新加坡 · 駱建佑 | 新加坡 · 鄭加恆 |
| 男子單打 （詳細） | 泰国 · 昆拉武特·威提讪 | 新加坡 · 駱建佑 | 越南 · 阮進明 |
| 女子單打 （詳細） | 泰国 · 蓬帕威·磋楚翁 | 泰国 · 披提亚蓬·猜万 | 印度尼西亚 · 普特里·库苏马·瓦尔达尼 |
| 女子單打 （詳細） | 泰国 · 蓬帕威·磋楚翁 | 泰国 · 披提亚蓬·猜万 | 印度尼西亚 · 格蕾戈丽亚·玛丽斯卡·东宗 |
| 男子雙打 （詳細） | 印度尼西亚 · 利奥·罗利·卡尔南多 · 丹尼尔·马丁 | 印度尼西亚 · 普拉穆迪亚·库苏马瓦达纳 · 耶烈米亞·埃里克·約舍·雅各布 | 新加坡 · 許永凱 · 駱建賢 |
| 男子雙打 （詳細） | 印度尼西亚 · 利奥·罗利·卡尔南多 · 丹尼尔·马丁 | 印度尼西亚 · 普拉穆迪亚·库苏马瓦达纳 · 耶烈米亞·埃里克·約舍·雅各布 | 越南 · 杜俊德 · 范鴻南 |
| 女子雙打 （詳細） | 印度尼西亚 · 阿普里亚尼·拉哈育 · 西蒂·法迪亚·席尔瓦·拉马丹蒂 | 泰国 · 本雅帕·艾姆薩德 · 倫塔卡恩·艾姆薩德 | 马来西亚 · 謝宜茜 · 钟舒卉 |
| 女子雙打 （詳細） | 印度尼西亚 · 阿普里亚尼·拉哈育 · 西蒂·法迪亚·席尔瓦·拉马丹蒂 | 泰国 · 本雅帕·艾姆薩德 · 倫塔卡恩·艾姆薩德 | 新加坡 · Insyirah Khan · 林芷睿 |
| 混合雙打 （詳細） | 马来西亚 · 陳堂傑 · 白燕微 | 马来西亚 · 許邦榮 · 謝宜茜 | 印度尼西亚 · 里诺夫·里瓦尔迪 · 皮塔·哈宁泰亚斯·门塔里 |
| 混合雙打 （詳細） | 马来西亚 · 陳堂傑 · 白燕微 | 马来西亚 · 許邦榮 · 謝宜茜 | 印度尼西亚 · 阿德南·毛拉纳 · 米歇尔·克里斯廷·班达索 |